# Конфлікт інтересів
Конфлікт інтересів — ситуація, що характеризується суперечністю між особистим інтересом особи та її формальними обов'язками, що впливає на об'єктивність або неупередженість її поведінки.
Також конфлікт інтересів може бути визначений як ситуація, за якої особа в позиції довіри, наприклад, юрист, страхувальник, політик, адміністративний працівник, директор компанії, дослідник у медичній галузі чи лікар, має протилежні професійні або особисті інтереси. Такі протилежні інтереси можуть ускладнити виконання обов'язку і діяти неупереджено. Конфлікт інтересів існує навіть тоді, коли він не стає наслідком яких-небудь неетичних чи неправомірних дій. Конфлікт інтересів може створити враження нечистоти, що може підірвати довіру до особи в професійній чи судовій системах. Конфлікт може бути розв'язаний посередництвом і оцінкою усіх дій третьою стороною, проте в будь-якому випадку він існує.
Конфлікт інтересів на державній службі виникає внаслідок існування можливостей для зловживання владою. Розпорядження владою та участь в управлінні надають державним службовцям можливості керувати значними матеріальними та людськими ресурсами, вони мають широкий доступ до інформації, можуть кардинально впливати на долю конкретної людини, тобто в державному управлінні потенційно існують умови для виникнення конфлікту інтересів.

## Запобігання конфлікту інтересів
Для того, щоб уникнути виникнення або поглиблення конфлікту інтересів на державному рівні, необхідно впровадити такі основні елементи реалізації стратегії:
- чітке і реалістичне роз'яснення відносин, що можуть призводити до ситуації конфлікту інтересів;
- надання необхідної інформації інститутам державної влади щодо можливості виникнення ситуації конфлікту інтересів;
- розробка методик для визначення складу порушення, пов'язаного з конфліктом інтересів, і відповідних заходів впливу за невиконання цих методик;
- забезпечення поінформованості інститутів державної влади щодо вимог, що стоять перед ними стосовно виявлення і декларування ситуацій, пов'язаних із конфліктом інтересів;
- створення механізмів поточного контролю для виявлення порушень політики й урахування переваг, які можуть отримати державні інститути від ситуації конфлікту інтересів тощо.

У 2003 р Генеральною Асамблеєю ООН прийнята Конвенція ООН проти корупції, де вимоги щодо запобігання конфлікту інтересів встановлюються не лише до державних управлінців, а й до держав. Згідно з Конвенцією кожна держава, що входить до складу ООН, має прагнути відповідно до принципів свого внутрішнього законодавства створювати, підтримувати та укріплювати такі системи, які сприяють прозорості та запобігають виникненню колізії інтересів.

## Юридичне визначення
Конфлікт інтересів — суперечність між особистими майновими, немайновими інтересами особи чи близьких їй осіб та її службовими повноваженнями, наявність якої може вплинути на об'єктивність або неупередженість прийняття рішень, а також на вчинення чи невчинення дій під час виконання наданих їй службових повноважень.
{Абзац четвертий частини першої статті 1 в редакції Закону № 224-VII від 14.05.2013}
Реальний конфлікт інтересів — суперечність між приватним інтересом особи та її службовими чи представницькими повноваженнями, що впливає на об'єктивність або неупередженність прийняття рішень, або на вчинення чи невчинення дій під час виконання зазначених повноважень;
{Абзац сьомий частини першої статті 1 Закону № 1700-VII від 14.10.2014}
Потенційний конфлікт інтересів — наявність у особи приватного інтересу у сфері, в якій вона виконує свої службові чи представницькі повноваження, що може вплинути на об'єктивність або неупередженність прийняття нею рішень, або на вчинення чи невчинення дій під час виконання зазначених повноважень.
{Абзац сьомий частини першої статті 1 Закону № 1700-VII від 14.10.2014}